# 特洛伊·柏洛特
特洛伊·丹尼爾·柏洛特（英語：Troy Daniel Parrott，2002年2月4日—）為愛爾蘭足球員，司職前鋒，目前效力荷甲球會阿爾克馬爾，同時為愛爾蘭國家足球隊成員。

## 生涯
柏洛特生於愛爾蘭都柏林，於2013年至2017年間，他都就讀都柏林市內的O'Connell School。及後柏洛特在Belvedere F.C.展開他的球員青年軍生涯。
2017年7月，柏洛特加盟至托特纳姆热刺。2019年2月4日，柏洛特在17歲生日當日與熱刺簽署了他首份職業球員合約。同年的7月21日，他於國際冠軍盃對祖雲達斯的比賽首次為一隊上陣。9月24日，柏洛特以17歲7個月20天之齡代表熱刺於聯賽盃第三圈對科尔切斯特的比賽上陣。及後在12月7日—即柏洛特17歲10個月3天之時—他在的麾下完成了在英超的地標戰，球隊該場以5-0大勝伯恩利。2020年2月8日，柏洛特與球會續約三年半，將會效力至2023年的夏天。
2020年8月1日，柏洛特被租借往英冠球會米尔沃尔，為期一季。
2020年9月23日，帕洛特在英格蘭足球聯賽盃對上班來的比賽中為米尔沃尔首次亮相。
2021年2月1日，柏洛特被租借給英甲球會伊普斯维奇城至賽季結束。
2021年3月13日，在英格蘭足球甲級聯賽第36輪比賽中，伊普斯维奇城主場1-0對上普利茅斯獲勝。帕洛特在上半場比賽破門，踢入了加盟球隊以來的首粒進球，同時也是個人生涯高級聯賽處子球。
2021年7月29日，柏洛特被租借給英甲球會米尔顿凯恩斯至2021-22賽季結束。

### 阿爾克馬爾
2024年7月13日，特洛伊從托特納姆熱刺轉會至荷甲球會阿爾克馬爾。支付給托特納姆熱刺隊的轉會費為800萬歐元 。
2024年9月14日，特洛伊在阿爾克馬爾隊9-1大勝海倫芬的比賽中攻入四球，上演大四喜。

## 國際賽生涯
柏洛特已代表過愛爾蘭國家隊U17、U19及U21上陣。
2019年9月6日，柏洛特在U21的處子戰代表國家隊出戰2021年歐洲U-21足球錦標賽外圍賽，並在對手亞美尼亞身上攻入致勝球。下一輪對瑞典更梅開二度助球隊以3-1擊敗對手。但在第三輪比賽中因與義大利前鋒發生衝突而接到第二面黃牌被逐離場。基恩亦因推撞柏洛特的面部而直接領紅。
2019年11月14日，柏洛特首次代表愛爾蘭國家成年隊出戰並以正選出場，此場比賽柏洛特助攻完成首個國際賽入球，同時亦是球隊本場比賽的第二球。最終愛爾蘭以3-1的比分拿下這場對新西蘭的友誼賽。
2020年11月18日，帕洛特再次代表愛爾蘭國家成年隊出場，在2020–21年歐洲國家聯賽對上保加利亞的比賽第86分鐘替補上場。
2021年6月3日，帕洛特在以4-1擊敗安道爾的友誼賽中打進了他的第一個成年隊國際進球，並且梅開二度踢進兩球。

## 生涯統計

### 國家隊
最後更新：2025年6月10日
| 國家隊 | 年份 | 上場 | 進球 |
| ------ | ---- | ---- | ---- |
| 愛爾蘭 |      |      |      |
| 2019   | 1    | 0    |      |
| 2020   | 1    | 0    |      |
| 2021   | 8    | 2    |      |
| 2022   | 7    | 2    |      |
| 2023   | 4    | 0    |      |
| 2024   | 5    | 1    |      |
| 2025   | 3    | 0    |      |
| 合計   | 合計 | 29   | 5    |

#### 國家隊進球
| No. | 日期       | 比賽場地                           | 對手   | 比分 | 賽果 | 賽事                   |
| --- | ---------- | ---------------------------------- | ------ | ---- | ---- | ---------------------- |
| 1.  | 2021.06.03 | 安道尔国家体育场, 安道尔城, 安道爾 | 安道尔 | 1–1  | 4–1  | 友誼賽                 |
| 2.  | 2021.06.03 | 安道尔国家体育场, 安道尔城, 安道爾 | 安道尔 | 2–1  | 4–1  | 友誼賽                 |
| 3.  | 2022.03.29 | 英傑華球場, 都柏林, 愛爾蘭         | 立陶宛 | 1–0  | 1–0  | 友誼賽                 |
| 4.  | 2022.06.11 | 英傑華球場, 都柏林, 愛爾蘭         | 苏格兰 | 2–0  | 3–0  | 2022–23年歐洲國家聯賽B |
| 5.  | 2024.06.04 | 英傑華球場, 都柏林, 愛爾蘭         | 匈牙利 | 2–1  | 2–1  | 友誼賽                 |

## 榮譽

### 個人
- 愛爾蘭足球協會國際球員年度最佳進球獎：2019年[25]

## 外部連結
- Tottenham Hotspur profile （页面存档备份，存于）
- 特洛伊·柏洛特－UEFA國際賽競賽紀錄
- Soccerway資料庫：特洛伊·柏洛特